# Oreogrammitis reinwardtii
Oreogrammitis reinwardtii är en stensöteväxtart som först beskrevs av Bl., och fick sitt nu gällande namn av Barbara S. Parris. Oreogrammitis reinwardtii ingår i släktet Oreogrammitis och familjen Polypodiaceae. Inga underarter finns listade.